# Wailuku
Wailuku is een plaats (census-designated place) in de Amerikaanse staat Hawaï. Het is de county seat van Maui County.

## Demografie
Bij de volkstelling in 2000 werd het aantal inwoners vastgesteld op 12.296.

## Geografie
Volgens het United States Census Bureau beslaat de plaats een oppervlakte van
14,1 km², waarvan 13,1 km² land en 1,0 km² water. Wailuku ligt op ongeveer 36 m boven zeeniveau.

## Plaatsen in de nabije omgeving
De onderstaande figuur toont nabijgelegen plaatsen in een straal van 16 km rond Wailuku.